# Kozice (Slatina)
Kozice is een plaats in de gemeente Slatina in de Kroatische provincie Virovitica-Podravina. De plaats telt 556 inwoners (2001).